# Багакашвили, Бугдан
Бугда́н Багакашви́ли (1939, Дуиси, Ахметский район — 2001) — советский самбист и дзюдоист, серебряный призёр чемпионатов СССР по самбо, серебряный призёр чемпионата мира по дзюдо среди студентов, мастер спорта СССР международного класса (1967 год). Вместе с Вахтангом Борчашвили является одним из первых чеченских дзюдоистов, ставших мастером спорта СССР международного класса.

## Спортивные результаты
- Чемпионат СССР по самбо 1961 года — ;
- Чемпионат СССР по самбо 1965 года — ;
- Абсолютный чемпион мира 1967 года по чидаоба (при собственном весе 85 кг).